# Male (Bélgica)

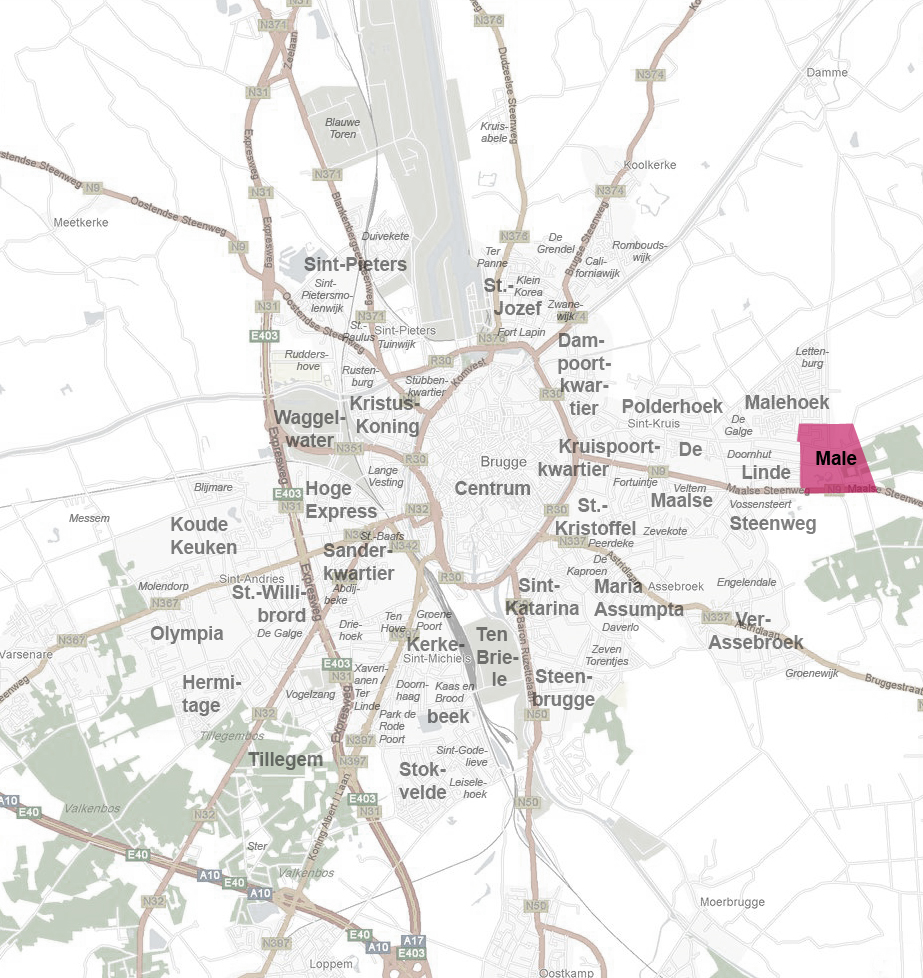
Localização de Male, nos subúrbios de Bruges.

Male é uma antiga aldeia e hoje um bairro de Sint-Kruis, um suburbio a leste de Bruges, na Flandres Ocidental, região da Bélgica. A aldeia, que preservou o seu pequeno centro histórico, localiza-se em redor do Castelo de Male, conhecido por ter sido o local de nascimento, em 1329, do Conde Luís II da Flandres, por isso chamado também Luís de Male.

## Galeria
O Castelo de Male bem como a aldeia histórica que o rodeia, são protegidas como património histórico da região.

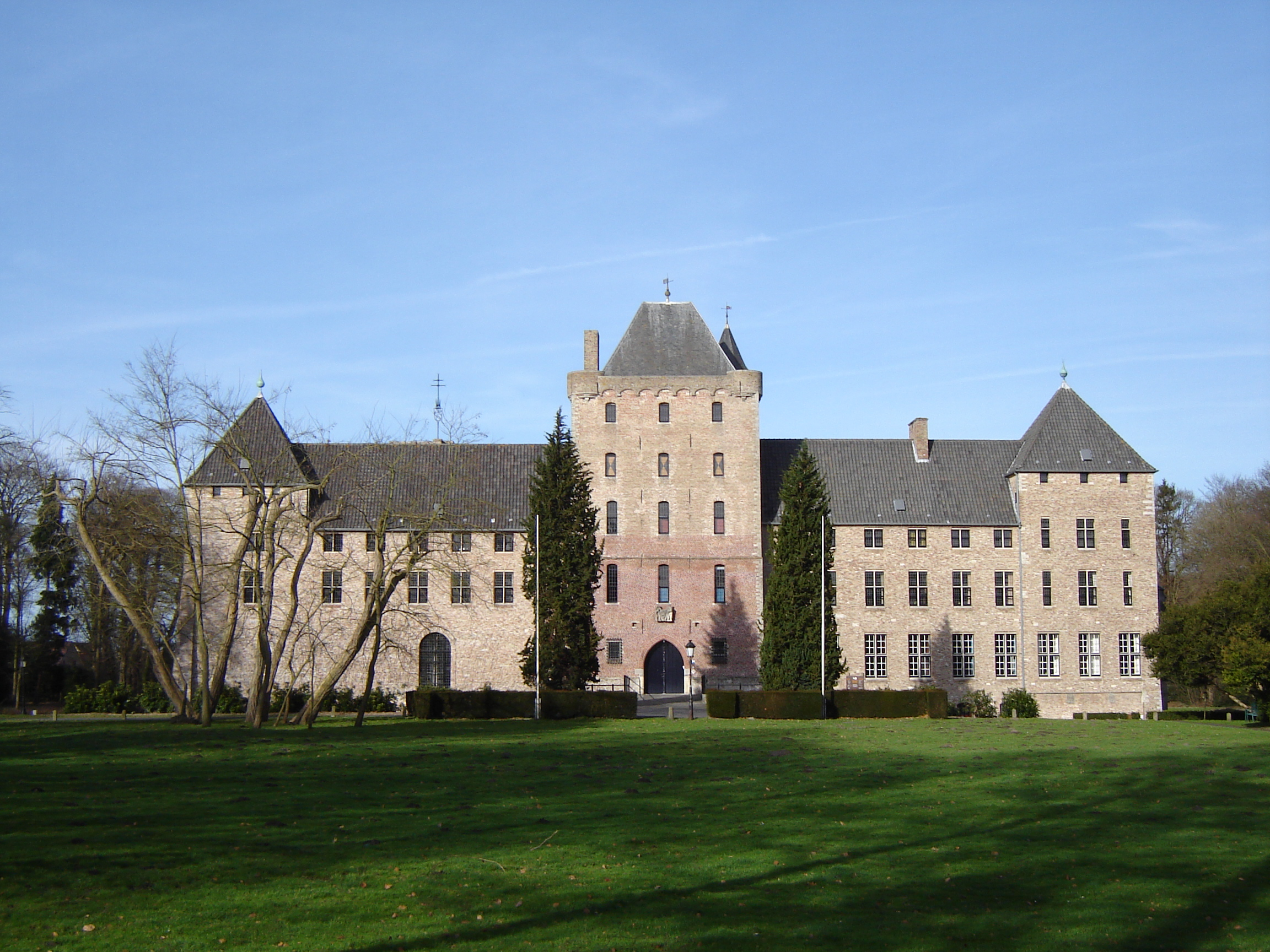
Castelo de Male
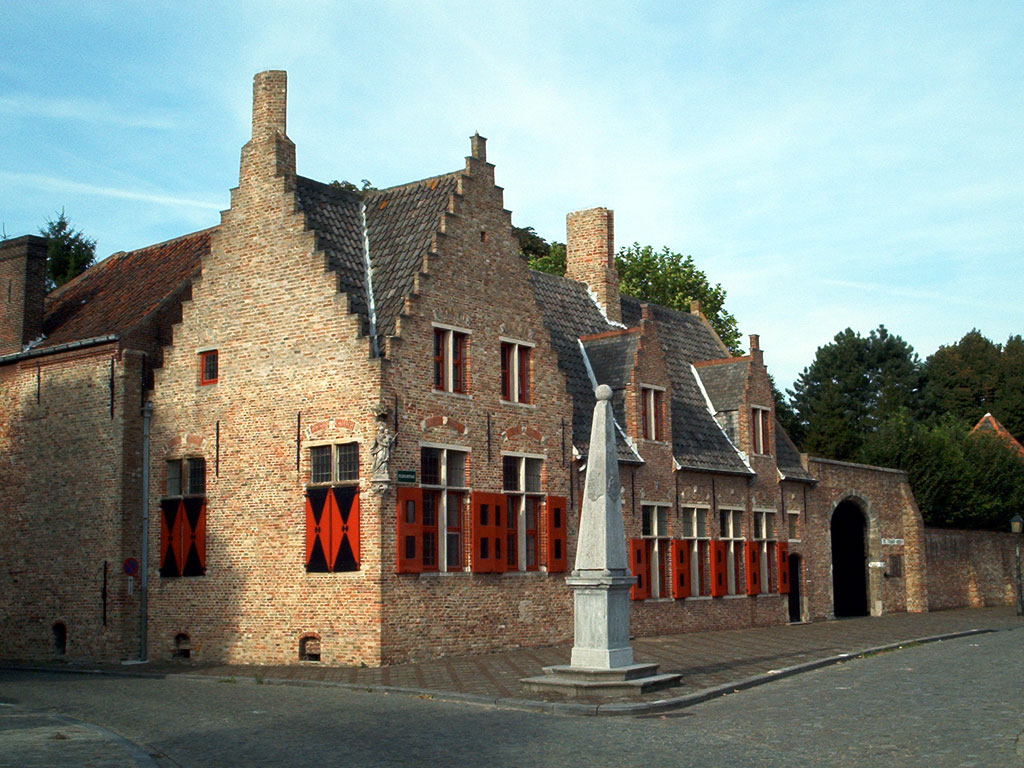
Casa tradicional e pelourinho antigo
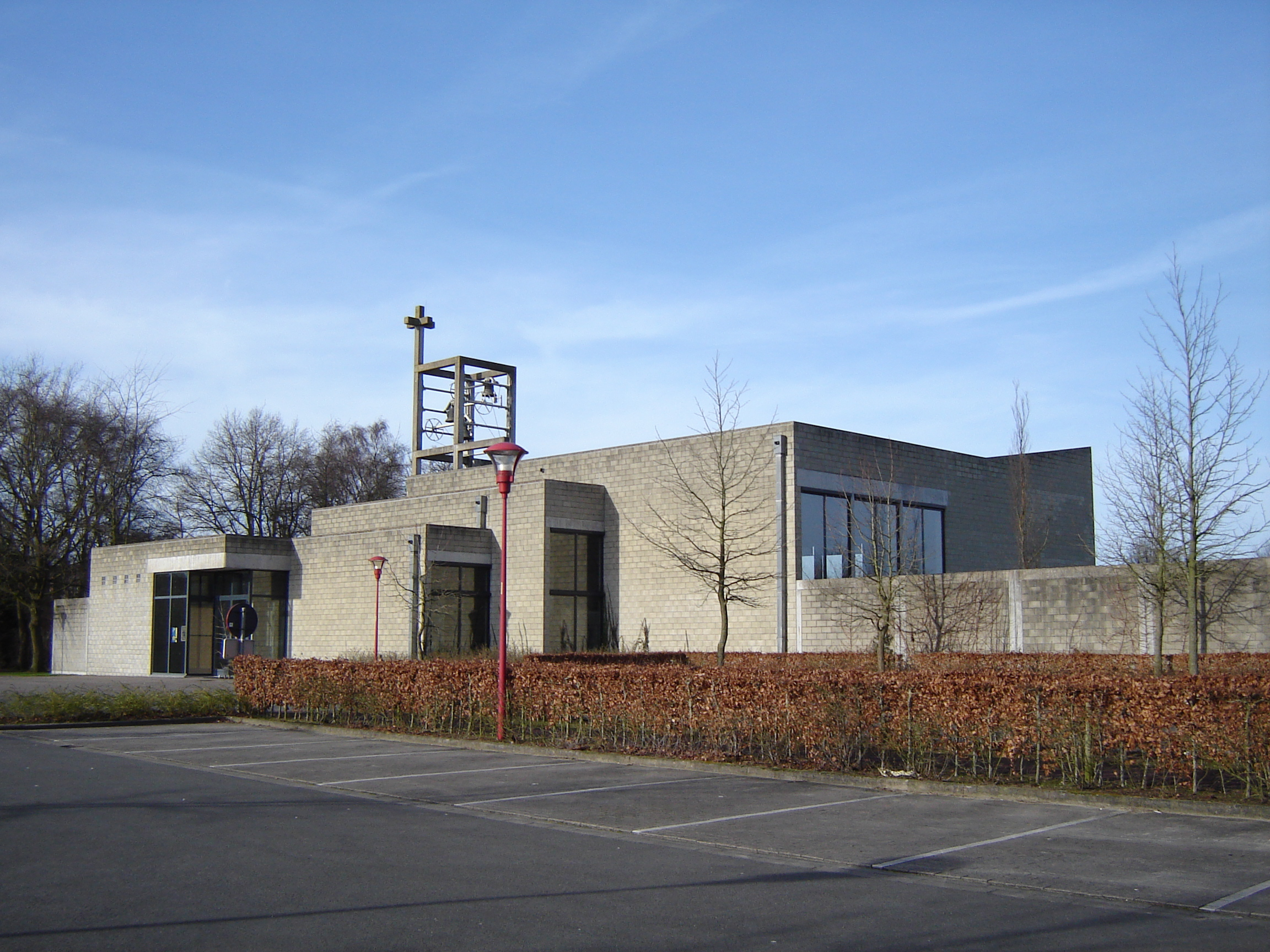
Igreja de S. Tomás, de Sint-Kruis.